# Lua Cheia (filme)
Lua Cheia é um filme brasileiro de 1989, dirigido por Alain Fresnot. 

## Sinopse
Conta a história de Guimarães (Lima Duarte), um rico fazendeiro, explorador, corruptor e impiedoso com os empregados, mas que quando bebe se torna generoso e preocupado socialmente. Ele pretende casar sua filha, Lia (Lúcia Alves), com Montês (Roney Facchini). No entanto, este é um casamento de conveniência envolvendo negociantes e jogo de influências junto a um poderoso Ministro (Antonio Petrin).

## Elenco
- Lima Duarte ... Guimarães
- Otávio Augusto ... Wellington
- Lúcia Alves ... Lia
- Roney Facchini ... Montês
- Beth Coelho ... Luzia
- Laura Cardoso ... mãe de Montês
- Antonio Petrin ... Ministro
- Antonio Abujamra ... Veríssimo
- Analy Alvarez
- Chiquinho Brandão
- José Rubens Chachá
- Kerley Tauá - Maria
- Rosaly Papadopol
- Rosi Campos
- Adelson Gravessa ... barbeiro
- André Ceccato ... boia-fria
- Ângela Dip ... Dalva
- Carlos Freire ... boia-fria
- Clarita Steinberg ... Dulce
- Edith Santos ... Cida
- Eduardo Silva ... copeiro
- Eleonora Rocha ... senhora
- Hogo Ibarzabal ... executivo
- Luiz Stein ... guarda-costa
- Lucélia Machavelli ... boia-fria
- Martha Mellinger ... Inês
- Mário César Camargo ... padre
- Mauro de Almeida ... boia-fria
- Neusa Martinez ... Nádia
- Nelson Veiga ... executivo
- Roberto Cunha ... executivo
- Sônia Miranda ... boia-fria
- Wilson Damas ... boia-fria
- Wilson Sampson ... guarda da mansão
- Yvone Elizabeth Diana Slezynger ... mulher do ministro

## Produção
Alain Fresnot declarou que, assim como Ed Mort, esse é um filme tem a "preocupação de ser um desabafo de minha perplexidade em relação ao mundo." Ele notou que Lua Cheia "traz a marca do espanto diante da oscilação na política entre autoritarismo e democracia, que se reproduz na personagem principal" por ele ter sido feito no período da redemocratização. Fresnot ainda notou que o filme é uma "comédia de costumes, corrosiva, ácida" e tem influências do cinema italiano, inclusive em sua música "distanciada, irônica", que foi composta por Arrigo Barnabé.